# 唾液レンサ球菌
唾液レンサ球菌（だえきレンサきゅうきん、学名: Streptococcus salivarius）は、球状グラム陽性通性嫌気性乳酸菌の一種であり、カタラーゼ陰性、オキシダーゼ陰性である。唾液レンサ球菌は、生後数時間でヒトの口腔と上気道に（通常は鎖状に）定着し、それ以上菌に曝露することなくはほとんど無害である。この細菌は日和見病原体であり、血流に入ることはまれであるが、好中球減少症（白血球欠乏）の患者の敗血症に関与している。
唾液レンサ球菌は、異なる環境栄養下で明確な特徴を示す。例えば、実験室でスクロースを含む増殖培地を使用した場合、唾液レンサ球菌はスクロースを利用して自分の周りに被膜を作ることができる。しかし、GYC（グルコース、酵母エキス、炭酸カルシウム）プレートのようにスクロースをグルコースに置き換えると、唾液レンサ球菌はグルコースから被膜を作ることができなくなる。
さらに重要なことに、実験室では、唾液レンサ球菌はGYCプレート上で明瞭なclearingを示すことがある。これは、唾液レンサ球菌がグルコースを発酵させて乳酸を生成するためである。次に、乳酸がGYCプレート中の炭酸カルシウムと反応し、プレート上にzones of clearingsが生じる。

## プロバイオティクスとしての役割
唾液レンサ球菌のいくつかの株は口腔感染症の予防におけるプロバイオティクスとしての使用が試みられている。唾液レンサ球菌のいくつかの株から抗菌ペプチドであるBLIS（Bacteriocin-like Inhibitory Substances）を産生するものが見つかっている。これらのペプチドはinterspecies inhibitionを示し、溶連菌感染症の原因となる化膿レンサ球菌を阻害する。唾液レンサ球菌を含むトローチは、より毒性の強いレンサ球菌株に対する免疫をサポートするために販売されている。この天然の唾液レンサ球菌を舌に持つ人は、溶連菌感染症が少ないことが示されている。これは、同じくS. pyogenesによって引き起こされるリウマチ性心疾患を予防する可能性についても研究されている。
唾液レンサ球菌の凝集は、インフルエンザ菌による非定型肺炎の診断にしばしば用いられる。

## 亜種
Streptococcus thermophilusは当初この種の亜種のStreptococcus salivarius subsp. thermophilusとして記載されていたが、種として認められた。The FastANI metric used by GTDB concurs with this decision.